# 벨기에의 동성결혼
벨기에는 2003년 6월 1일, 네덜란드에 이어 세계에서 두번째로 동성결혼을 합법화하였다.

## 역사
벨기에의 성소수자 시민단체들은 1990년대부터 동성결혼 합법화를 요구하였다. 벨기에 민법은 특별히 결혼을 남녀 간으로 정의내리고 있지 않았으나 실질적으로 동성결혼은 허용되지 않았다.
1995년 벨기에 정부는 감소하는 결혼율에 대항하고자 동거합의제도(cohabitation Agreement)를 도입하고자 하였고, 여기에 동성커플도 포함시켰다. 1998년 해당 법안은 법정동거(Statutory Cohabitation)로 개명되었으며, 1998년말 의회를 통과하였고 2000년 1월 1일부터 발효되었다.
1999년 6월 벨기에의 플랑드르 자유당과 사회당, 생태당, 녹색당 등이 동성결혼 합법화를 공약으로 내걸어 총선에서 승리함에 따라 이들 정당의 연정으로 히 버르호프스타트 내각이 출범하였다. 그러나 연정에 참여한 자유개혁당의 반대로 정부 주도의 입법에 난항을 겪게 되었다. 결국 정부의 입법안은 2002년 5월 폐기되었다.
2002년 11월 28일 플랑드르 자유당과 사회당, 생태당, 녹색당 등 여러 정당의원들이 동성커플의 공동입양권은 제외한 동성결혼 허용 법안을 공동 발의하였다. 이 법안은 벨기에 상원의회에서 전체 65명의 의원 중 46명의 지지를 받아 통과되었으며, 2003년 1월 30일 하원에서도 전체 122표 중 91표를 받아 통과되었다.
벨기에의 국왕 알베르 2세가 2003년 2월 13일 법안에 서명하여 2003년 6월 1일부터 동성결혼 허용법이 발효되었다. 이에 따라 벨기에 민법 143조의 1항은 다음과 같이 바뀌었다.
Een huwelijk kan worden aangegaan door twee personen van verschillend of van hetzelfde geslacht. (네덜란드어)

Deux personnes de sexe différent ou de même sexe peuvent contracter mariage. (불어)

(이성의 혹은 동성의 두 사람이 결혼을 할 수 있다.)

동성결혼 반대자들은 헌법재판소에 위헌법률심판을 제청하였으나 2004년에 기각되었다.
벨기에 의회는 각각 2005년 12월 1일 하원과 2006년 4월 20일 상원에서 동성커플에게도 공동 입양권을 부여하기 위해 법을 개정하여 2006년 6월 30일부터 효력이 발휘되었다.

## 통계

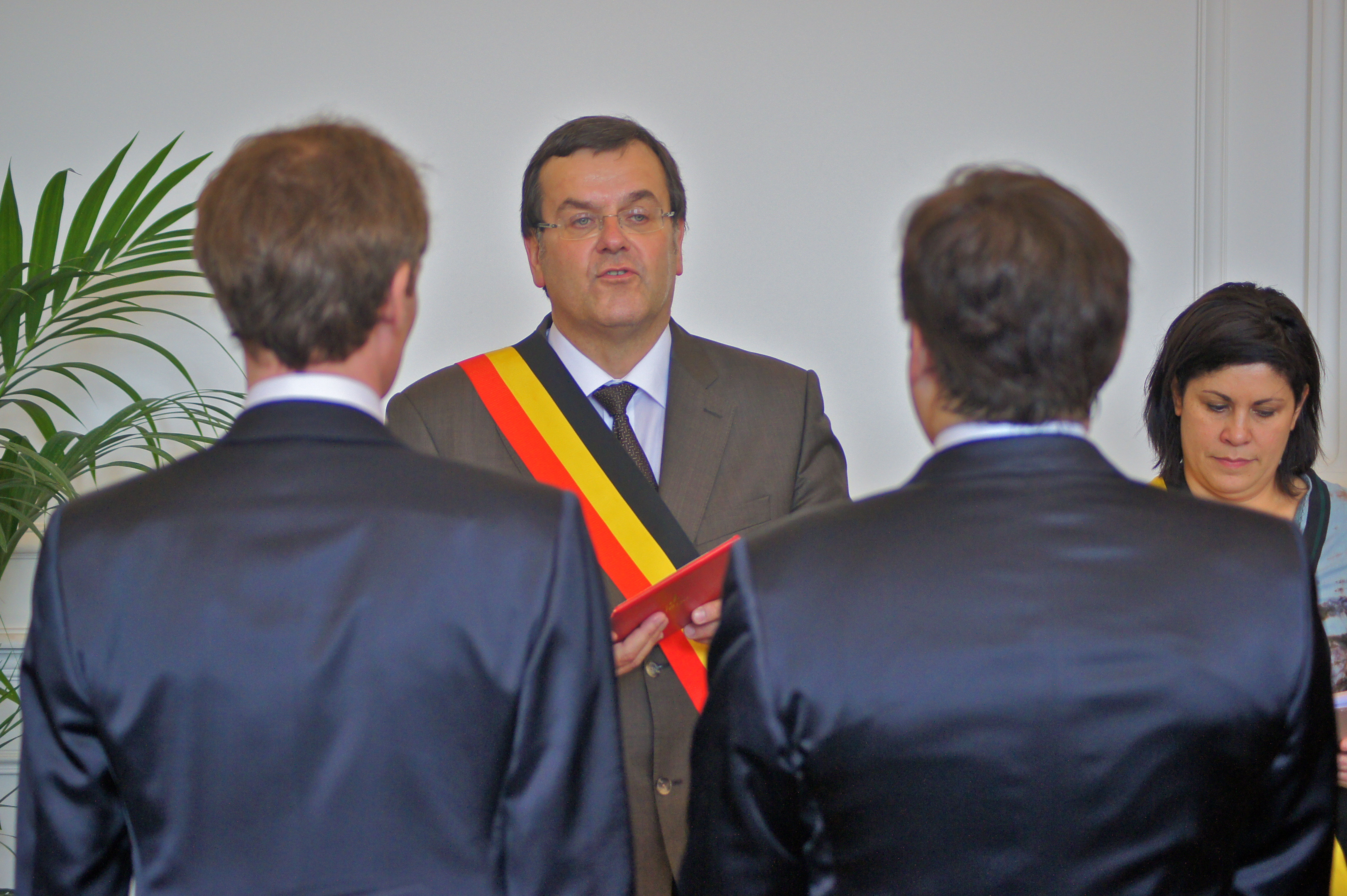
동성결혼식을 집례하는 리에주의 시장

벨기에 관보에 따르면 2003년 6월부터 2004년 4월 사이에 약 300쌍(2003년에 245쌍, 2004년에 55쌍)의 동성커플이 결혼을 한 것으로 집계되었다. 이는 같은 기간 동안 벨기에서 신고된 전체 결혼의 약 1.2퍼센트에 해당한다. 이 중 약 2/3이 남성 커플이였으며 1/3이 여성 커플이였다. 2005년 7월 22일 벨기에 정부가 공식 발표한 통계에 의하면 2003년 6월 1일 동성결혼이 허용된 이레 2,442쌍이 결혼식을 올렸다고 한다. 아래의 표는 벨기에 정부가 발표한 연도별 동성결혼 통계를 나타낸다.
| 연도 | 남성커플 | 여성커플 | 전체  |
| ---- | -------- | -------- | ----- |
| 2004 | 1,244    | 894      | 2,138 |
| 2005 | 1,160    | 894      | 2,054 |
| 2006 | 1,191    | 1,057    | 2,248 |
| 2007 | 1,189    | 1,111    | 2,300 |
| 2008 | 1,148    | 1,035    | 2,183 |
| 2009 | 1,133    | 894      | 2,027 |
| 2010 | 1,062    | 1,102    | 2,164 |

## 여론조사
2006년 유로바로미터의 조사에서 벨기에인의 62%가 유럽에서 동성결혼이 허용되어야 한다고 답변하였다.
2008년 델타 로이드 라이프가 실시한 여론조사에 따르면 응답자의 76%가 동성결혼을 받아들일 수 있다고 하였고, 46%가 동성커플도 이성커플과 동일하게 아이들을 키울 수 있다고 하였다.
2013년 5월 Ipsos 여론조사에서 67%의 응답자가 동성결혼에 찬성하였으며, 그 외 12%는 시민결합을 지지하였다. 같은 해에 치루어진 Ifop의 설문에서는 71%의 벨기에인이 동성결혼과 동성커플의 입양권을 지지한다고 밝혔다.